# Бакальское городское поселение
Бака́льское городско́е поселе́ние — бывшее муниципальное образование в Саткинском районе Челябинской области Российской Федерации.  Упразднено в 2023 году
Административный центр — город Бакал.

## История
Статус и границы городского поселения установлены Законом Челябинской области от 17 ноября 2004 года № 313-ЗО «О статусе и границах Саткинского муниципального района, городских и сельских поселений в его составе»
Упразднёно Постановлением Губернатора Челябинской области от 21.12.2023 № 326.

## Население
| 2010    | 2011    | 2012    | 2013    | 2014    | 2015    | 2016    |
| ------- | ------- | ------- | ------- | ------- | ------- | ------- |
| 21 118  | ↘21 088 | ↘20 880 | ↘20 651 | ↘20 412 | ↘20 320 | ↘20 111 |
| 2017    | 2018    | 2019    | 2020    | 2021    | 2023    |         |
| ↘19 782 | ↘19 443 | ↘19 172 | ↘18 851 | ↘16 420 | ↘16 163 |         |

## Состав
| № | Населённый пункт | Тип населённого пункта        | Население |
| - | ---------------- | ----------------------------- | --------- |
| 1 | Бакал            | город, административный центр | ↘16 103   |
| 2 | Ельничный        | посёлок                       | ↗157      |
| 3 | Межгорный        | посёлок                       | ↘21       |
| 4 | Рудничное        | посёлок                       | ↘0        |

### Упразднённые населённые пункты
| № | Населённый пункт | Тип населённого пункта | Население |
| - | ---------------- | ---------------------- | --------- |
| 1 | Брусничный       | посёлок                | ↘0        |